# Muñogalindo
Muñogalindo ist ein Ort und eine zentralspanische Gemeinde (municipio) mit 300 Einwohnern (Stand: 2024) in der Provinz Ávila in der Autonomen Region Kastilien-León. Zur Gemeinde gehört neben dem Hauptort Muñogalindo die Ortschaft Salobralejo. 

## Lage
Muñogalindo befindet sich in den nördlichen Ausläufern der Sierra de Gredos gut 17 Kilometer westsüdwestlich von Ávila in einer Höhe von 1130 m. Das Klima im Winter ist kühl, im Sommer dagegen trotz der Höhenlage durchaus warm; der Regen (ca. 711 mm/Jahr) fällt – mit Ausnahme der nahezu regenlosen Sommermonate – verteilt übers ganze Jahr.

## Bevölkerungsentwicklung
| Jahr      | 1970 | 1981 | 1991 | 2001 | 2011 | 2021 |
| Einwohner | 573  | 518  | 487  | 424  | 390  | 326  |

## Sehenswürdigkeiten

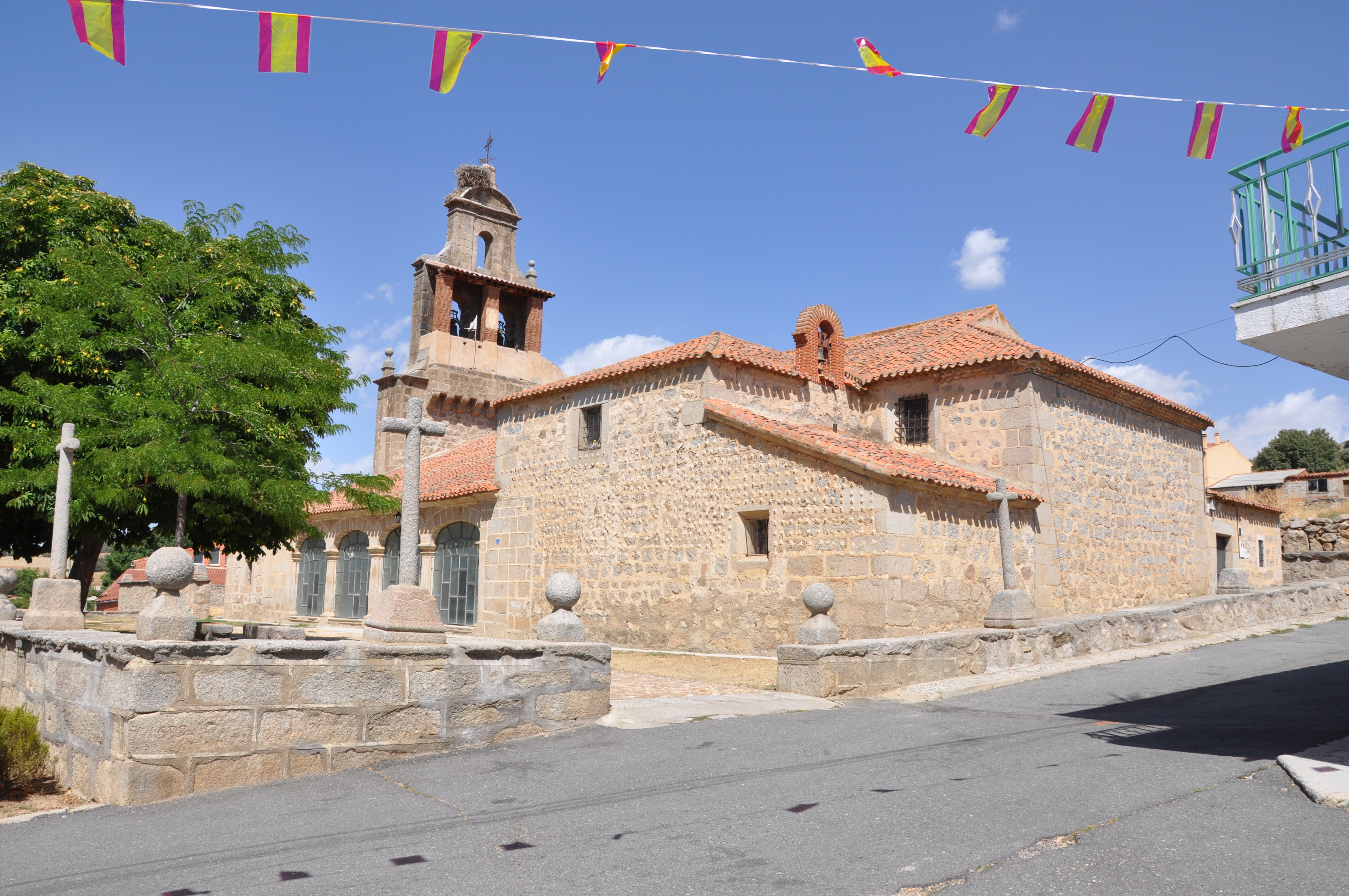
Lukaskirche
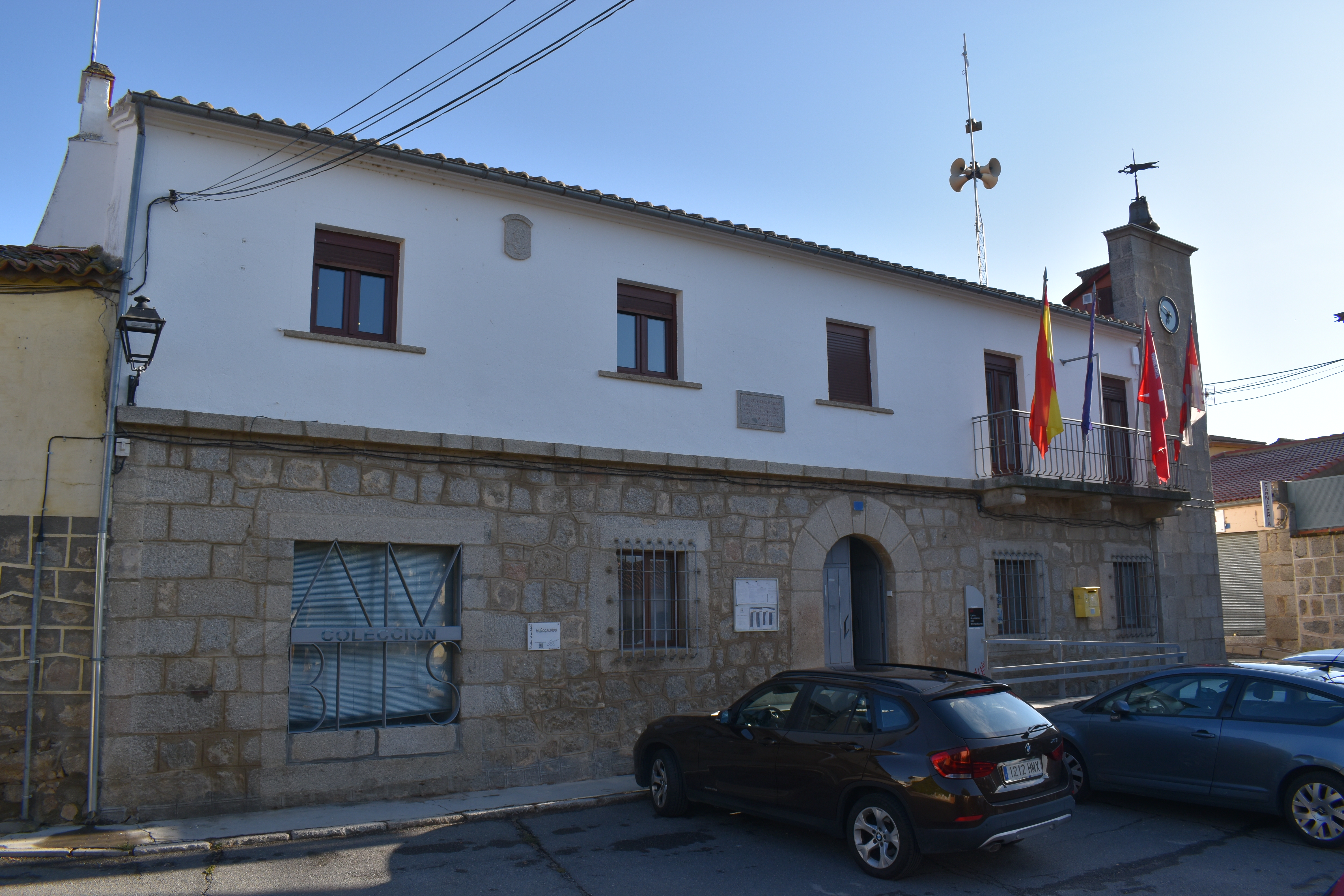
Rathaus

- Lukaskirche
- Rathaus